# El Forner (Serrateix)
El Forner és una masia de Serrateix, al municipi de Viver i Serrateix (Berguedà) inclosa en l'Inventari del Patrimoni Arquitectònic de Catalunya.

## Descripció
Masia orientada al nord-est del tipus I segons la classificació de J. Danés, amb coberta a dues vessants i carener paral·lel a la façana principal. Consta de tres plantes i té diverses construccions annexes. La porta d'entrada és adovellada i la resta d'obertures allindanades. A la façana SE, al primer i segon pis, s'obren uns arcs rebaixats que devien formar part d'una eixida: al primer pis hi ha dos arcs, mentre que al segon pis n'hi ha un de sol sostingut per una columna al mig.
Actualment ha estat restaurada i adaptada per al seu ús com a allotjament de turisme rural.

## Història
L'any 1649 Joan Forner declara tenir terres pel monestir de Santa Maria de Serrateix, juntament amb la masoveria de Bosch Sobirà (431 jornals de terra entre erms i terra cultivada).